# Legio XVI Gallica
A Legio XVI Gallica ("16. galliai légió") egy római légió volt, amelyet Octavianus alapított i. e. 41/40-ben. A Rajna mentén védte a birodalom határát, míg 70-ben a batavus felkelés során tanúsított renegát viselkedése miatt fel nem oszlatták és át nem szervezték XVI Flavia Firma néven.

## Története

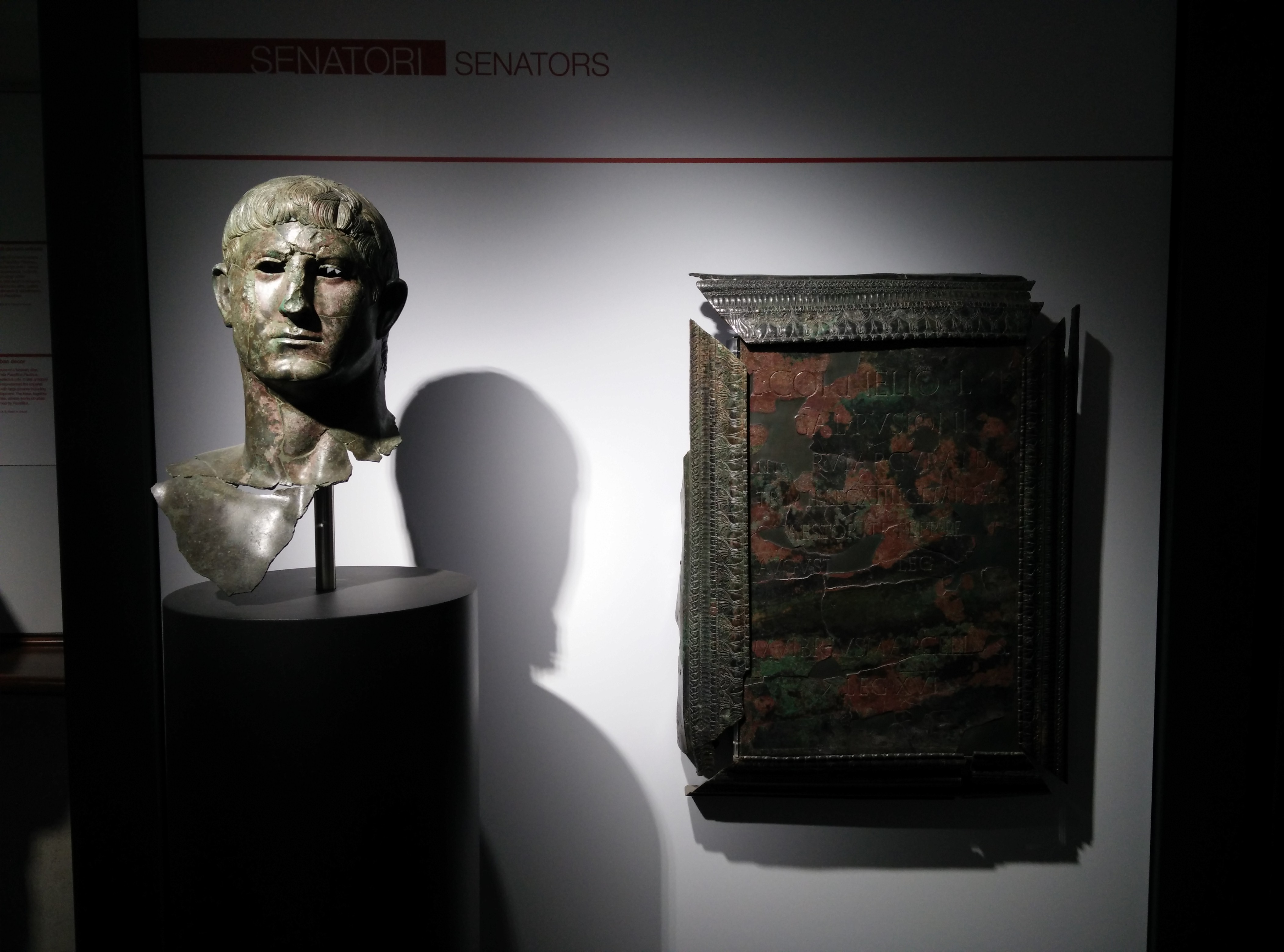
A 16. légió legatusának, Lucius Cornelius Pusiónak bronzszobra és a szobor felirata

Az egységet Octavianus alapította i. e. 41-ben vagy 40-ben a Szicíliát megszálló Sextus Pompeius elleni háború céljaira. A 36-os győzelem után a katonákat talán Africába küldték, mivel ott több pénzérmét is találtak LEG XVI felirattal és a fiatal Octavianus arcképével.
Octavianus és a korábbi triumvirtársa, Marcus Antonius közötti megromlott viszony polgárháborúvá fajult, amelyet az i. e. 31-es actiumi csata döntött el Octavianus javára. Ő lett a birodalom ura és felvette az Augustus nevet. 
A XVI Gallicát három másik, ugyanakkor alapított légióval (XVII, XVIII és XIX) a rajnai határhoz küldték. Pontos állomáshelye nem ismert, feltehetően Mogontiacumban (Mainz) volt, de az sem kizárt, hogy Raetia provinciában védte a határt.
I. sz. 6-ban Augustus veje, Tiberius hatalmas csapatösszevonással járó háborút indított a markomann Maroboduus ellen, a mai Csehország területére. Ő maga legalább nyolc légiót (VIII Augusta Pannóniából, XV Apollinaris és XX Valeria Victrix Illyricumból, XXI Rapax Raetiából, XIII Gemina, XIV Gemina és XVI Gallica Germania Superior-ból és egy ismeretlen egység). Ugyanakkor a I Germanica, V Alaudae, XVII, XVIII és XIX légiók az Elba felől fogták volna ollóba a markomannokat. Ez volt a római hadtörténelem leggrandiózusabb haditerve, de egy pannóniai lázadás meghiúsította a kivitelezését. 
I. sz. 9 őszén a germánok a teutoburgi erdőben megsemmisítették a XVII, XVIII és XIX légiókat. A 16. légiót egy darabig Kölnbe és más városokba vezényelték, hogy megelőzzék Gallia Belgica elleni germán támadásokat. Fő bázisa azonban Mogontiacum maradt; itt tartózkodott Augustus 14-ben bekövetkezett halálakor is, a 14. légióval együtt. 
40/41 telén Servius Sulpicius Galba (a leendő császár) legyőzte a Mogontiacum közelében élő chattusokat és bár Cassius Dio nem említi a XVI Gallicát a háború rövid leírásában, minden bizonnyal részt vett benne. 
43-ban a Legio XX Valeria Victrix-t átvezényelték Novaesiumból (Neuss, hogy részt vegyen a Britannia meghódítását célzó hadműveletben. A 16. légió átvette a helyét Germania Inferior provinciában lévő Novaesiumban, katonái átépítették új erődjüket.
67-ben Lucius Clodius Macer africai és Caius Iulius Vindex galliai kormányzók fellázadtak Nero császár ellen, hogy Galba hispániai helytartót emeljék a császári trónra. Germania Inferior légiói (I Germanica, V Alaudae, XV Primigenia és XVI Gallica) bevonultak Galliába és leverték Vindex felkelését. A katonák jutalmat vártak, de csalódniuk kellett: Galba bevonult Rómába, a szenátus kikiáltotta császárnak, Nero pedig öngyilkos lett. A korábban hazafiasnak gondolt tettük most az új császár akadályoztatásának látszott és Galba nem is rejtette véka alá ellenszenvét irántuk. A germániai légiók így császárrá kiáltották ki parancsnokukat, Vitelliust és 69 januárjában megindultak Róma felé. Vitellius meg is szerezte a trónt, ám keleten újabb trónkövetelő támadt a zsidók ellen háborúzó Vespasianus személyében. A két hadsereg Cremona mellett csapott össze és a rajnai légiók súlyos vereséget szenvedtek. 
Eközben Germania Inferior provinciában újabb válság ütötte fel a fejét. A batavusok törzse az őket ért igazságtalanságok miatt (többek között Galba feloszlatta batavusokból álló testőrségét) fellázadt. Nijmegennél legyőzték az ellenük küldött V Alaudae-t és XV Primigeniát és 69/70 telén ostrom alá vették a Xantenbe behúzódott maradék római katonaságot. Bár a I Germanica, a XVI Gallica és egy Germania Superior-beli légió, a XXII Primigenia megpróbálta felmenteni őket, márciusban az ostromlottak megadták magukat és lemészárolták őket. Röviddel később a legyőzött I Germanica és XVI Gallica is kapitulált és átálltak a felkelőkhöz. 
Beletelt néhány hónapba, míg Vespasianus megszilárdította a helyzetét Rómában és eléggé erős hadsereget tudott küldeni a Rajnához, de aztán Quintus Petillius Cerialis gyorsan leverte a felkelést. A V Alaudae és XV Primigenia légiókat nem szervezték újjá; a Mogontiacumot védő XVI Gallicát és IV Macedonicát feloszlatták és XVI Flavia Firma, illetve IV Flavia Felix néven újjászervezték; a I Germanica maradékát összevonták a Galba által szervezett 7. légióval és megkapta a VII Gemina nevet.